# Lengyel–Litván Unió
Lengyel–Litván Unió – a Lengyel Királyság és a Litván Nagyfejedelemség uniója, hivatalos neve: Lengyel Királyság és Litván Nagyfejedelemség (lengyelül: Królestwo Polskie i Wielkie Księstwo Litewskie, latinul: Regnum Poloniae Magnusque Ducatus Lithuaniae). A krevai unióval kezdődött 1385-ben. 1569-ig ez perszonálunió volt. A lublini unió határozata szerint átalakult reálunióvá. Az unió Lengyelország harmadik felosztásáig, 1795-ig állt fenn. 
Az unió fő oka a Német Lovagrend részéről fenyegető veszély volt, valamint az a tény, hogy Nagy Lajosnak, aki lengyel király is volt, nem volt fiú utóda. Lajos a lengyel trónt lányára, Hedvigre akarta hagyni, de a lengyel tradíció szerint nőt nem lehetett megkoronázni. 1374. szeptember 17-én kiadta a kassai privilégiumot, mely a leányági örökösödés elismerése fejében szélesítette a lengyel nemesség előjogait. Hedviget 1384-ben koronázták meg, a lengyel nemesség azonban nem nyugodott bele a nőuralomba, és hamarosan kikényszerítette Hedvig és a litván nagyfejedelem házasságát, majd az első Jagelló-házi király, II. Ulászló lengyel királlyá koronázását.

## Története
A krevai unió Krevában jött létre 1385-ben. Litvánia nagyfejedelmének, Jagellónak Hedvig királynővel kötött házassága révén ténylegesen és politikailag is lengyel király lett, a két ország perszonálunióban egyesült. Ennek fejében Jagellónak egész népével át kellett térnie a kereszténységre, harcolni kellett a Német Lovagrenddel és ki kellett engednie a politikai foglyokat. Egy évvel később Jagello megkeresztelkedett és az Ulászló (Władysław Jagiełło) nevet kapta. Ezután megkoronázták. A krevai unió 1399-ben bomlott fel Hedvig halálával.

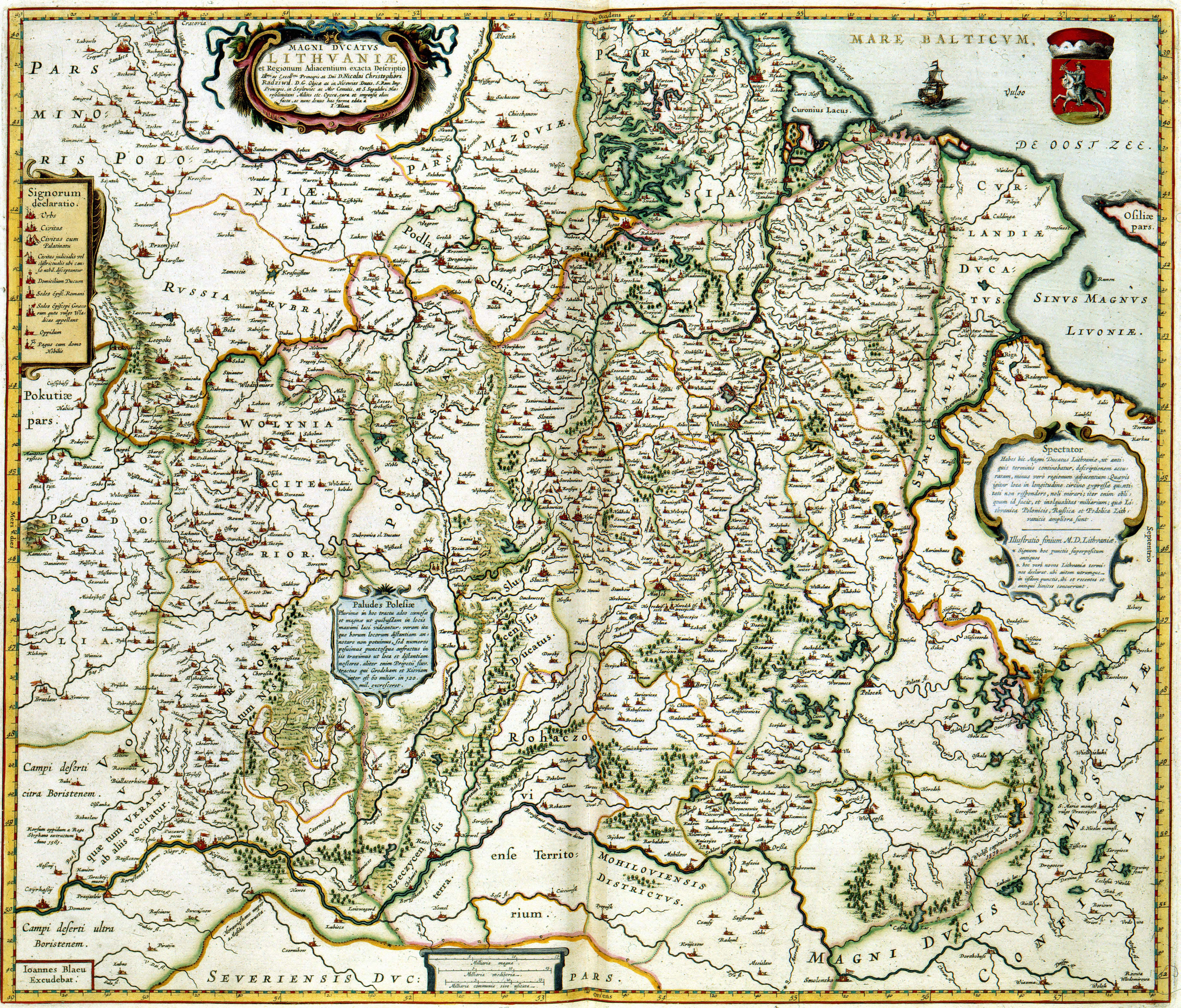
A Litván Nagyfejedelemség térképe (1613)

1401-ben kötötték meg a vilnius–radomi uniót. A Vilniusban és Radomban megerősített és megváltoztatott unió annak következménye volt, hogy Hedvig gyermek nélkül halt meg, a hatalom visszaszállt Ulászlóra.
A horodłói uniót egy kis lengyel faluban, Horodłóban kötötték. Bevezették a nagyfejedelmi címet Litvániában. Leszögezte továbbá, hogy a két országot érintő kérdésekben a lengyel és litván nemesség együttműködése szükséges, ami Litvánia különállását biztosította.
A grodnói unió 1432–1434 között működött, Grodnóban kötötték. 1440–1447 között az unió ténylegesen megszűnt, amikor IV. Kázmér litván nagyfejedelem lett. Később, 1447-ben Zbigniew Oleśnicki érsek felajánlotta a lengyel koronát Jagelló Kázmérnak a perszonálunió felújítása céljából. Kázmér halála után  megszakadt a perszonálunió a két ország között. 
Rövid időn belül két további unió köttetett: 1499-ben a krakkó-vilniusi és 1501-ben a mielniki unió. Előbbit Krakkóban és Vilniusban, utóbbit Mielnikben szentesítették.
Az 1569. július 1-én aláírt lublini unióval megalakult  a Lengyel Korona és a Litván Nagyfejedelemség Köztársasága. Zsigmond Ágost király közös országgyűlést hívott össze a két ország nemeseinek részvételével, ami a valódi unió kezdetét jelentette, vagyis azt, hogy a két különálló állam közös uralkodóról, országgyűlésről (szejmről) és külpolitikáról döntött.
Végül 1795-ben, Lengyelország harmadik felosztásával az unió megszűnt.